# Jean-Pierre Rondel
Pour les articles homonymes, voir Rondel (homonymie).
Jean-Pierre Rondel, né le 12 juillet 1949, est un patineur artistique français de la catégorie des couples. Il est champion de France 1976 avec sa partenaire Caroline Verchère.

## Biographie

### Carrière sportive
Jean-Pierre Rondel patine dans la catégorie des couples artistiques avec plusieurs partenaires. 
Il patine deux saisons avec Florence Cahn (1967-1969). Ils sont doubles vice-champions de France lors des éditions 1968 et 1969.
Il effectue son service militaire à la base opérationnelle mobile aéroportée à Toulouse, lors de la saison 1969/1970, ce qui l'empêche de participer aux compétitions sportives.
Il patine ensuite quatre saisons avec Pascale Kovelmann (1970-1974). Ils sont quadruples vice-champions de France lors des éditions 1971, 1972, 1973 et 1974, toujours derrière son ancienne partenaire Florence Cahn et Jean-Roland Racle. Ils représentent la France à deux championnats européens (1972 à Göteborg et 1974 à Zagreb).
Il patine une dernière saison avec Caroline Verchère (1975-1976) avec qui il devient champion de France 1976 de la catégorie, à Asnières-sur-Seine.
Il ne participe jamais aux mondiaux et aux Jeux olympiques d'hiver.
Il arrête les compétitions sportives après les championnats nationaux de 1976.

### Reconversion
Il effectue une carrière au sein de l'entreprise Michelin, leader international de fabrication de pneumatiques.

## Palmarès
Avec deux partenaires :
- Florence Cahn (2 saisons : 1967-1969)
- Pascale Kovelmann (4 saisons : 1970-1974)
- Caroline Verchère (1 saison : 1975-1976)

| Compétition             | 1968 | 1969 |  | 1970 | 1971 | 1972 | 1973 | 1974 |  | 1975 | 1976 |  |  |  |
| Jeux olympiques d'hiver |      |      |  |      |      |      |      |      |  |      |      |  |  |  |
| Championnats du monde   |      |      |  |      |      |      |      |      |  |      |      |  |  |  |
| Championnats d’Europe   |      |      |  |      |      | 16e  |      | 14e  |  |      |      |  |  |  |
| Championnats de France  | 2e   | 2e   |  |      | 2e   | 2e   | 2e   | 2e   |  |      | 1er  |  |  |  |
|                         |      |      |  |      |      |      |      |      |  |      |      |  |  |  |